# Earth vs. the Spider (film, 1958)
Pour plus de détails, voir Fiche technique et Distribution.
Earth vs. the Spider est un film américain réalisé par Bert I. Gordon et sorti en 1958.

## Fiche technique
- Titre : Earth vs. The Spider
- Réalisation : Bert I. Gordon
- Scénario : László Görög, George Worthing Yates
- Musique : Albert Glasser
- Photographie : Jack A. Marta
- Montage : Walter E. Keller
- Production : Bert I. Gordon
- Société de production : American International Pictures
- Pays de production :  États-Unis
- Langue originale : anglais
- Format : couleur — son mono
- Genre : Horreur, Science-fiction
- Durée : 73 minutes
- Date de sortie : 
  - États-Unis : 31 octobre 1958

## Distribution
- Ed Kemmer : Mr. Kingman
- June Kenney : Carol Flynn
- Eugene Persson : Mike Simpson
- Gene Roth : Sheriff Cagle
- Hal Torey : Mr. Simpson